# La Ruche
La Ruche (česky Úl) je centrum umělců v Paříži. Nachází se u parku Georges-Brassens v ulici Passage de Dantzig č. 2 v 15. obvodu. Centrum se skládá z šedesáti ateliérů.

## Historie
La Ruche založil v roce 1902 sochař z Nogent-sur-Seine Alfred Boucher (1850–1934). Po skončení světové výstavy 1900 využil pavilonu vín z Bordeaux, jehož kovovou konstrukci projektoval Gustave Eiffel, a vstupní mříž ženského pavilonu. Dům La Ruche měl stejné poslání jako Bateau-Lavoir na Montmartru, kde se shromažďovali umělci před první světovou válkou. Název La Ruche (Úl) pochází od zakladatele Bouchera, aby připomínal činorodost umělců pracujících jako včely v úlu. Centrum bylo založeno jako pomoc pro mladé umělce bez prostředků. Pracovali zde např. Amedeo Modigliani, Chaïm Soutine, Constantin Brâncuşi, Fernand Léger, Marie Laurencin, Luigi Guardigli, Michel Kikoine, Paul Rebeyrolle, Pierre Nocca nebo Marc Chagall.
Dne 28. dubna 2009 byla uzavřena smlouva mezi nadacemi La Ruche-Seydoux, nadací firmy Total a Fondation du Patrimoine o plánu na restaurování budovy.
Fasáda a střecha stavby je od roku 1972 zapsána na seznamu historických památek.

## Popis
Bývalý pavilon vín má tvar osmistěnu a nachází se uprostřed pozemku u rozloze 5000 m2. Má tři patra a je tvořen 60 malými ateliéry s plochou zhruba 30 m2. Všechny jsou pronajaty umělcům. Dům není otevřen veřejnosti, je přístupný jen pro jeho obyvatele.
La Ruche je po celou dobu existence financován ze soukromých darů a ze subvencí. Správu domu zajišťuje nadace La Ruche-Seydoux založená roku 1985 díky donaci Geneviève Seydoux.